# AGM-123飛彈
AGM-123艦長二型(Skipper II)飛彈是美國海軍開發的短程雷射導引空對面飛彈，目前已退役。

## 簡介
AGM-123由美國加州中國湖海軍武器研究中心研製。
中國湖武器中心在1980年代初研發，以簡單代用的導引武器作為出發點開發這型飛彈，為攻擊機提供基本的防區外打擊能力。
AGM-123飛彈上所有的子配件均取自現成武器；包含以下裝置：
導引裝置:MAU-169/B雷射尋標器，取自鋪路二型雷射導引炸彈
飛彈控制裝置:MAU-169/B計算機，取自鋪路二型雷射導引炸彈
彈頭:MK 83炸彈
尾翼:MXU-667/B，取自鋪路二型雷射導引炸彈
推進器:MK-78雙推力固態火箭，由退役的AGM-45B反輻射飛彈拆解轉用
雖然稱為艦長二型，但並沒有一型存在，會以二型定名是源於飛彈主要零件多半取自鋪路二型的緣故；MK-78推進火箭在配備AGM-45B時雖然讓飛彈有40公里以上的射程，但受制雷射標定器的功率，因此AGM-123射程僅有25公里；該武器在1985年3月發包艾默生電氣生產2500枚，正是編號AGM-123A，在1985年末期滿足初始作戰能力驗收。主要配發機種提供給美國海軍所有可攜帶或內建雷射定標裝置的戰機，包含A-6E、A-7海盜二式攻擊機、F/A-18等。
由於主要推進器為翻新品，AGM-123的役齡並不長，1990年中期後全面退役，低價位導引武器由聯合直接攻擊彈藥接任。
目前AGM-123已知的唯一戰果是1988年4月18日，伊朗海軍薩漢德號巡防艦遭2枚AGM-84魚叉反艦飛彈及2枚AGM-123飛彈共同擊沉。

## 類似裝備
- AGM-62
- AGM-130飛彈（英语：AGM-130）

## 外部連結
- Designation systems（页面存档备份，存于） - Emerson Electric AGM-123 Skipper II
- Federation of American Scientists（页面存档备份，存于） - AGM-123 Skipper II